# Audomaro Molina Solís
Audomaro Molina Solís (n. Hecelchakán, Yucatán actualmente Campeche; 8 de septiembre de 1852 - f. Mérida, Yucatán; 18 de diciembre de 1910) fue un catedrático, periodista, lingüista y académico mexicano.

## Semblanza biográfica
Fue hermano del gobernador de Yucatán Olegario Molina Solís, del historiador Juan Francisco Molina Solís y del profesor Augusto Molina Solís. Realizó sus primeros estudios en la ciudad de Campeche y después se trasladó a la ciudad de Mérida para ingresar al Seminario Conciliar de San Ildefonso. Se dedicó a la docencia impartiendo clases de filosofía, gramática, latín e idioma maya en su alma mater, así como en algunos otros centros educativos de la misma ciudad. Paralelamente, colaboró para las revistas Semanario Yucateco, El Mensajero, y la Revista de Mérida.  
En 1868, en el pueblo de Chumayel, encontró el libro Chilam Balam, el cual es un manuscrito maya que describe algunos acontecimientos históricos de esta cultura. Audomaro regaló el ejemplar al obispo de Yucatán Crescencio Carrillo y Ancona. Colaboró con su hermano Juan Francisco revisando sus obras sobre la Historia de Yucatán. Por su desempeño como lingüista, fue elegido miembro correspondiente de la Academia Mexicana de la Lengua.
Fue dueño de la hacienda henequenera Xcumpich. En 1905, el periodista anarquista Tomás Pérez Ponce, publicó una Carta abierta en el semanario El Padre Clarencio dirigido por Carlos P. Escofié Zetina. En dicha carta se realizaron denuncias  de maltrato que se le daba al jornalero Antonio Canché de la hacienda Xcumpich. Sabiéndose aludido, Audomaro levantó una denuncia de difamación en contra del periodista y del director del semanario, en consecuencia, ambos fueron detenidos, presentados a las autoridades del estado y se les dictó auto de formal prisión por el delito de difamación. Las pruebas en defensa de Audomaro quedaron contenidas en las Constancias judiciales que demuestran no existir esclavitud en Yucatán y que son falsas las imputaciones hechas en el libelo difamatorio titulado "Carta abierta", suscrito por Tomás Pérez Ponce contra D. Audomaro Molina, las cuales fueron editadas por la Imprenta de la Lotería del Estado en 1905. Todo ello sucedía cuando Olegario Molina, hermano de Audomaro era el gobernador de Yucatán y él y su grupo estaban en el apogeo de su poder político y económico.
Murió el 18 de diciembre de 1910 en la ciudad de Mérida, casi un mes después de que estallara la revolución mexicana que trastocó a México para siempre y que expulsó del país a su hermano Olegario, a la sazón secretario de Fomento en el gobierno de Porfirio Díaz, hacia el exilio en La Habana, Cuba.

## Obras publicadas
- Compendio de gramática castellana, libro de texto, 1887.
- Compendio de gramática de la lengua latina, 1891.
- Compendio de artimética elemental, coautor con Benito Ruz Ruz, 1893.
- Los diezmos en Yucatán: estudio histórico y jurídico, 1889.